# Дёбшке
Дёбшке или Де́бишков (нем. Döbschke; в.-луж. Debiškow) — деревня в Верхней Лужице, Германия. Входит в состав коммуны Гёда района Баутцен в земле Саксония. Подчиняется административному округу Дрезден.

## География
Соседние деревни: на севере — деревни Пшечецы и Мышецы, на юго-востоке — деревни Янецы и Бошерицы и на западе — деревня Бечицы.

## История
Деревня имеет древнеславянскую круговую структуру построения жилых домов. Впервые упоминается в 1376 году под наименованием Niczo de Debiscow. В 1780 году в деревне была построена усадьба. В 1828 году владельцем этой усадьбы упоминается Фридрих Август Адольф фон Герсдорф (Friedrich August Adolf von Gersdorff). С 1874 года усадьбой владел род фон Зар (von Sahr). Усадьба была снесена в начале XX века во время земельной реформы.
С 1935 года деревня входит в состав современной коммуны Гёда.
В настоящее время деревня входит в состав культурно-территориальной автономии «Лужицкая поселенческая область», на территории которой действуют законодательные акты земель Саксонии и Бранденбурга, содействующие сохранению лужицких языков и культуры лужичан.
Исторические немецкие наименования:
- Niczo de Debiscow, 1376
- Debischko ,1381
- Döbeschky, 1516
- Dobischk, 1569
- Döbischkau, 1616
- Döbschke, 1732

## Население
Официальным языком в населённом пункте, помимо немецкого, является также верхнелужицкий язык.
Согласно статистическому сочинению «Dodawki k statisticy a etnografiji łužickich Serbow» Арношта Муки в 1884 году проживало 56 человек (из них — 50 серболужичан (89 %)).
| 1834 | 1871 | 1890 | 1910 | 1925 | 2011 | 2016 |
| ---- | ---- | ---- | ---- | ---- | ---- | ---- |
| 48   | 58   | 51   | 34   | 41   | 29   | 27   |

## Достопримечательности
Памятники культуры и истории земли Саксония
- Жилые и хозяйственные постройки бывшей усадьбы, д. 9, XVIII век (№ 09303252)